# Zeitzeichen (Tonfolge)
Ein Zeitzeichen ist eine markante Tonfolge, die in einem Hörfunkprogramm eine bestimmte Zeit, zum Beispiel jede volle Stunde oder den Beginn einer Nachrichtensendung oft mit einer Vorkennung signalisiert. Sie besteht meist aus fünf kurzen Tönen auf den letzten Sekunden vor der vollen Stunde oder halben Stunde, gefolgt von einem abweichenden (z. B. längeren, tieferen oder höheren) Ton genau auf die Sekunde null (z. B. den Stundenanfang).
Später wurde dieser Service auch von den Fernsehsendern übernommen, die allerdings nur zu Beginn ihrer Nachrichtensendungen und nicht zu jeder vollen Stunde eine Uhr einblendeten und wie im Radio dazu eine entsprechende Tonfolge sendeten. Ein markantes Beispiel dazu ist der Gong zum Sendungsbeginn der tagesschau, der im Intro der Sendung seit 1955 vorkommt.
Diese Zeitzeichen dienten in früheren Zeiten den Zuhörern zum Zeitvergleich, um ihre mechanischen Uhren präzise zu stellen. Heute ist dies nicht mehr möglich, weil durch die digitalisierte Studiotechnik und die digitalen Übertragungs- und Verarbeitungswege zu den Sendern und teilweise auch (z. B. via DAB+) von den Sendern zum Empfänger eine nicht definierbare Zeitverzögerung auftritt, welche die geforderte Sekundengenauigkeit nicht mehr garantiert. Diese Dienstleistung wurde (wie auch die telefonische Zeitansage) nach und nach weniger gefragt, weil viele Uhren automatisch synchronisiert werden, meist per Radio-Langwellen-Zeitzeichen beispielsweise von DCF77. Auch die Zeitinformation aus den RDS-, Videotext- oder EPG-Daten ist aufgrund der Verzögerung nicht mehr sekundengenau, wird aber zur Synchronisierung der geräteeigenen Uhren verwendet und stammt vom eingestellten Rundfunksender selbst.
In einigen Ländern (zum Beispiel Italien, Spanien, Osteuropa) war und ist es teilweise bis heute üblich, zur vollen Stunde ein Zeitzeichen zu senden, selbst wenn keine Nachrichtensendung folgt. Das Zeitzeichen erfolgt dann entweder im Hintergrund der aktuellen Sendung oder in einer kurzen Pause. Diese Praxis gibt es teilweise heute noch bei der RAI in Italien oder bei Catalunya Ràdio in Katalonien. Auf manchen Sendern gibt bzw. gab es auch Zeitzeichen zur halben Stunde. In zahlreichen Ländern ist das Zeitzeichenformat nach dem Vorbild der BBC bekannt.

## Varia
Beim ZDF unterliegt dem Vor- und Abspann der Nachrichtensendung heute eine von Peter Herbolzheimer komponierte Melodie, in deren Verlauf die dem Morsecode für die Buchstaben h e u t e entsprechende Tonfolge  · · · ·   ·   · · −   −   ·  mehrmals verarbeitet ist.
Der kubanische Radiosender Radio Reloj (spanisch reloj ‚Uhr‘) zeichnet sich durch eine Art Dauerzeitzeichen aus: Im Hintergrund des Programms läuft ständig ein Sekundensignal, zu den vollen Minuten herausgehobene Signale.